# Audi Cabriolet
|  | Denne artikel omhandler Audi Cabriolet baseret på Audi 80, ikke at forveksle med modellerne baseret på Audi A3, A4 og A5. |
Audi Cabriolet var en bilmodel bygget af Audi mellem maj 1991 og september 2000, og som var baseret på Audi Coupé (type 89). Fra 1997 og frem til produktionen sluttede blev modellen bygget hos Karmann i Rheine.

## Modelhistorie
Ved produktionens begyndelse fandtes Audi Cabriolet kun med 2,3-liters femcylindret benzinmotor. Et år senere fulgte en 2,8-liters V6-motor med 128 kW (174 hk), og i 1993 en 2,0-liters firecylindret benzinmotor.
I 1994 blev førerairbag standard, mens passagerairbag kunne fås som ekstraudstyr og blev standard i 1995.
I juli 1994 tilkom en 2,6-liters V6-motor med 110 kW (150 hk), og i 1995 udgik den femcylindrede motor af programmet.
Fra juni 1995 kunne Audi Cabriolet som den første cabriolet overhovedet fås med en 1,9-liters turbodieselmotor.
I januar 1997 blev motorprogrammet udvidet med en 1,8-liters firecylindret motor. Samtidig fulgte et diskret optisk facelift.
- Audi Cabriolet set bagfra
- Audi Cabriolet med åbent tag

## Tekniske specifikationer
| Model         | Cylindre | Ventiler | Slagvolume cm³ | Max. effekt kW (hk) / omdr. | Max. drejningsmoment Nm / omdr. | Motorkode | 0-100 km/t sek. | Topfart km/t | Byggeår          |
| ------------- | -------- | -------- | -------------- | --------------------------- | ------------------------------- | --------- | --------------- | ------------ | ---------------- |
| Benzinmotorer |          |          |                |                             |                                 |           |                 |              |                  |
| 1.8 5V        | 4        | 20       | 1781           | 92 (125) / 5800             | 173 / 3950                      | ADR       | 11,5            | 195          | 1/1997 − 8/2000  |
| 2.0E          | 4        | 8        | 1984           | 85 (116) / 5400             | 166 / 3200                      | ABK       | 12,9            | 187          | 1/1993 − 7/1998  |
| 2.0 16V       | 4        | 16       | 1984           | 103 (140) / 5900            | 181 / 4500                      | ACE       | 10,5            | 202          | 6/1995 − 7/1996  |
| 2.3E          | 5        | 10       | 2309           | 98 (133) / 5500             | 186 / 4000                      | NG        | 10,8            | 198          | 5/1991 − 7/1994  |
| 2.6           | 6        | 12       | 2598           | 110 (150) / 5750            | 225 / 3500                      | ABC       | 10,2            | 209          | 6/1993 − 8/2000  |
| 2.8           | 6        | 12       | 2771           | 128 (174) / 5500            | 250 / 3000                      | AAH       | 9,8             | 218          | 11/1992 − 8/2000 |
| Dieselmotorer |          |          |                |                             |                                 |           |                 |              |                  |
| 1.9 TDI       | 4        | 8        | 1896           | 66 (90) / 4000              | 202 / 1900                      | 1Z        | 14,7            | 175          | 6/1995 − 7/1996  |
| 1.9 TDI       | 4        | 8        | 1896           | 66 (90) / 4000              | 210 / 1900                      | AHU       | 14,7            | 175          | 7/1996 − 8/2000  |